# Estación de San Felipe
San Felipe fue una estación de trenes que se encuentra en San Felipe, Guanajuato.

## Historia
La estación fue edificada sobre la línea México-Laredo de Tamaulipas del Ferrocarril Nacional de México. Los trabajos de construcción de la línea se otorgaron mediante concesión el 13 de septiembre de 1880 a la Compañía Constructora Nacional Mexicana que posteriormente se consolidó como Compañía del Camino de Fierro Nacional Mexicana. El servicio entre México y Laredo de Tamaulipas fue inaugurado en noviembre de 1888. A principios de la década de los 60, se modificó el trazo de la línea B México-Nuevo Laredo y 92 km de vía tendido entre Río Laja y Villa de Reyes fueron levantados. Así las estaciones: Obregón, San Felipe, La Chirimoya y Jaral de Berrio, quedaron fuera de servicio, junto a un camino carretero, lejos del paso de trenes que desde entonces circulan por una moderna vía férrea construida varios kilómetros rumbo al noreste.